# 24274 Alliswheeler
24274 Alliswheeler este un asteroid din centura principală de asteroizi.

## Descriere
24274 Alliswheeler este un asteroid din centura principală de asteroizi. A fost descoperit pe 10 decembrie 1999 la Socorro, New Mexico, în cadrul proiectului LINEAR. Asteroidul prezintă o orbită caracterizată de o semiaxă mare de 2,58 ua, o excentricitate de 0,17 și o înclinație de 3,0° în raport cu ecliptica.